# Ghiță Licu
Gheorghe „Ghiță” Licu (ur. 1 grudnia 1945 w Fierbinţi, zm. 8 kwietnia 2014) – rumuński piłkarz ręczny i trener, medalista olimpijski.
Dwukrotny uczestnik letnich igrzysk olimpijskich. Na igrzyskach w Monachium zagrał w pięciu spotkaniach (5 bramek), zdobywając brązowy medal olimpijski. Cztery lata później ponownie zagrał w pięciu meczach (13 trafień), tym razem zdobył srebro. 
W kadrze narodowej debiutował w 1966 roku. W 1967 zdobył brązowy medal mistrzostw świata w Szwecji, w 1970 i 1974 mistrz świata.
W seniorskiej reprezentacji zagrał 197 spotkań, strzelając 328 goli. Wliczając spotkania we wszystkich kadrach Rumunii, reprezentował swój kraj w 216 spotkaniach (413 bramek).
W latach 1964-1980 reprezentował klub Dynamo Bukareszt, z którym zdobył trzykrotnie mistrzostwo kraju (1965, 1966, 1978). W 1979 zdobył Puchar Rumunii. Po zakończeniu kariery pracował jako trener, w latach 1980-1993 trener Dynamo Bukareszt. W 1995 przeniósł się do Niemiec i do 1999 był trenerem SC Magdeburg (juniorzy). Przeszedł potem do zespołu seniorskiego, do 2006 był jednym z asystentów głównego trenera. W tym czasie szczypiorniści z Magdeburga zdobyli mistrzostwo Niemiec, w 2002 zwyciężyli w Lidze Mistrzów. W 2006 roku był trenerem tego zespołu. Zmarł w 2014 roku, jego pogrzeb odbył się w Pantelimonie.
Jego syn Robert również został piłkarzem ręcznym.